# Taleb Hadjaj
Taleb Hadjaj, né le 25 août 1955 dans le 11e arrondissement de Paris et mort le 26 février 1980 à Ville-sous-la-Ferté (Aube), est un ancien braqueur. Ami et comparse de Philippe El Shennawy, il participe au braquage du CIC de l'avenue de Breteuil à Paris le 8 septembre 1975.

## Biographie
Taleb Hadjaj est né en 1955, d'un père algérien et d'une mère franco-arménienne. Il grandit à Paris jusqu'en 1962, année durant laquelle son père le kidnappera avec son frère pour retourner en Algérie après la guerre. Il s’enfuira ensuite à pied en passant par le Maroc, l'Espagne et finalement la France pour retrouver sa mère.
A l'adolescence, il rencontre Philippe El Shennawy avec qui il va commencer à réaliser des délits, notamment des braquages. Leur dernier délit est le braquage du CIC de l'avenue de Breteuil, pour lequel ils seront arrêtés en 1977. Durant cet évènement, ils prendront en otage 12 personnes et voleront 6 millions de francs. Ils seront arrêtés suite à un signalement de la gardienne de leur immeuble.
Taleb sera jugé puis placé en Q.H.S (Quartier de Haute Sécurité) dont les conditions carcérales ont été plusieurs fois fortement critiquées, considérées comme particulièrement inhumaines. Il sera notamment placé dans le Q.H.S de la Santé à Paris, tout comme son comparse Philippe El Shennawy ou encore le célèbre Jacques Mesrine.

## Protestation contre les QHS
Taleb Hadjaj est notamment connu pour sa lutte contre les Q.H.S et leur condition carcéral. Il les décrit comme suit :
[...] le QHS n'est pas une prison, c'est une torture, un moyen de montrer à l'individu qu'il est assujetti au bon vouloir d'un directeur.
En signe de protestation, il lance le 2 janvier 1978 une grève de la faim aux côtés de Roger Knobelpiess, Jacques Mesrine, François Besse, Jean-Marie Boudin, Michel Desposito et Daniel Debrielle. Ils appellent également les détenus des quartiers "traditionnels" carcéraux à rejoindre cette grève de la faim. 1000 détenus de plusieurs prisons françaises apportent leur soutien au mouvement dès le 9 janvier.

Hajer Ben Boubaker décrit Taleb Hadjaj comme suit :
Il a [...] été le moteur du combat contre les QHS.

## Décès
Le mardi 26 février 1980, Taleb Hadjaj se suicide dans sa cellule du quartier disciplinaire de Clairvaux. Il sera retrouvé pendu avec ses draps. Il laisse derrière lui une lettre dont le contenu est cité ci-dessous.
Il fallait prendre une décision. Je ne peux affirmer avoir raison dans l'absolu, mais il fallait mettre un terme à cette ronde infernale, alors. Le crépi s'effrite, apparaît le lieu du crime. Un suicide c'est toujours le crime parfait.
Si je me suicide, c'est par désespérance envers moi. Comprenez : je suis mort désespéré, mais pas dépressif. Depuis deux ans je pense à mettre un terme à cette situation. Le recours à l'évasion ayant échoué, il me restait "l'autre évasion". Je suis mort à vingt-cinq ans de destructions, de haines, de souffrances, de larmes, de quête d'amour, d'affection et d'amitié. Vingt-cinq ans d'où surgit "glorieusement" le négatif... le vide paralysant de la lâcheté humaine. Lâche à cause de son incompréhension, tout simplement. J'ai reçu en pleine gueule la prise de conscience TOTALE de notre pourrissement. Nous banalisons, minimisons ou employons la dérision pour tout ce qui concerne le cœur et le sexe. Je me suis conduit en fumier et, en ayant pris conscience, je suis condamné à ne pas pouvoir le réparer. Je ne suis pas assez pourri pour me cacher maintenant que j'ai été pourri (avec d'autres que moi). Et ce n'est pas le sens de la normalité judiciaire. Je suis trop écœuré par ce gâchis pour être satisfait de ma SEULE prise de conscience. Il me reste entre quatorze et dix-huit ans à faire... Toutes ces années à vivre, quand, au bout de cinq ans je n'en peux plus. Je n'ai pas assez de courage ou de lâcheté pour résister. Alors que reste l'utérus de Thanatos.

Acceptez de quitter vos conforts pour l'analyse critique constructive. De ma vie de maudit, ont découlé misères pour mon entourage et moi. J'ai trop souffert et trop fait souffrir pour en supporter encore. Je meurs entouré de pauvres de vide. Tout ce que j'écris est dépressif, pensez-vous ? Mais non, je sais que cette terre est bourrée de potentialités. Je sais que, libre, je pourrais construire, innover et vivre heureux. Je sais que des gens vivront heureux, mais, voilà... après vingt-cinq années très, très pénibles, il me reste encore quatorze ou seize années encore plus dures. Faites de cachot, d'isolement, de QHS et... de stérilité sociale et libidinale. [...] ça fait vingt-cinq ans que je fais ainsi la putain. Tous les jours je crève. J'ai mal, terriblement. À croire qu'un cancer me dévore. Je vous quitte, empli de haine et d'amour. De l'amour que j'ai raté, de l'amour que j'ai pas eu, de l'amour que je voulais donner. Bonne chance.